# Pubblicazioni originali di Batman
Questa lista è suscettibile di variazioni e potrebbe essere incompleta o non aggiornata.

Di seguito sono elencate in ordine cronologico le serie e gli albi a fumetti con protagonista il personaggio di Batman, pubblicate negli Stati Uniti dalla casa editrice DC Comics (dove non diversamente specificato).

## Serie regolari

### Serie principali
- Detective Comics, serie pubblicata dal 1937 al 2011 (prima serie), dal 2011 al 2016 (seconda serie) e dal 2016 prosegue riprendendo la numerazione della prima serie. Batman appare per la prima volta nel numero 27 della prima serie (maggio 1939)
- Batman, serie pubblicata dal 1940 al 2011 (prima serie), dal 2011 al 2016 (seconda serie) e dal 2016 ad oggi (terza serie)
- Batman: Shadow of the Bat, serie pubblicata dal 1992 al 2000
- Batman: Gotham Knights, serie pubblicata dal 2000 al 2006
- Batman and Robin, serie pubblicata dal 2009 al 2011 (prima serie) e dal 2011 al 2015 (seconda serie)
- Batman: Streets of Gotham, serie pubblicata dal 2009 al 2011
- Batman Incorporated, serie pubblicata nel 2011 (prima serie) e dal 2012 al 2013 (seconda serie)
- Batman: The Dark Knight, serie pubblicata nel 2011 (prima serie) e dal 2011 al 2014 (seconda serie)
- Batman Eternal, serie pubblicata dal 2014 al 2015
- Batman & Robin Eternal, serie pubblicata dal 2015 al 2016

### Altre serie
- World's Finest Comics, serie che presenta dei team-up tra Batman e Superman pubblicata dal 1941 al 1986
- The Brave and the Bold, serie che presenta dei team-up tra Batman ed altri eroi pubblicata dal 1966 al 1983
- Batman: Legends of the Dark Knight, serie che presenta storie ambientate nei primi anni da eroe di Batman pubblicata dal 1989 al 2007 (prima serie) e dal 2012 al 2013 (seconda serie)
- The Batman Chronicles, serie pubblicata dal 1995 al 2001
- Superman/Batman, serie che vede protagonisti Batman e Superman pubblicata dal 2003 al 2011 (prima serie) e dal 2014 al 2016 (seconda serie)
- Batman Confidential, serie che presenta storie ambientate nei primi anni da eroe di Batman pubblicata dal 2007 al 2011
- All-Star Batman, serie pubblicata dal 2016 al 2017

## Serie limitate
- The Untold Legend of the Batman, nn. 1-2 (luglio - settembre 1980)
- Batman: The Dark Knight Returns (Il ritorno del cavaliere oscuro) nn. 1-4 (febbraio - giugno 1986)
- Batman: The Cult, nn. 1-4 (agosto - novembre 1988)
- Batman: Sword of Azrael (La spada di Azrael), nn. 1-4 (ottobre 1992 e gennaio 1993)
- World's Finest, nn. 1-3 (1990)
- Batman: Black & White vol. 1, nn. 1-4 (giugno - settembre 1996)
- Batman/Wildcat, nn. 1-3 (aprile - luglio 1997)
- Batman: Bane of the Demon, nn. 1-4 (febbraio - giugno 1998)
- Batman: The Long Halloween (Il lungo Halloween), nn. 1-13 (ottobre 1996 - ottobre 1997)
- Batman: Run, Riddler, Run (Corri Enigmista, corri), nn. 1-3 (gennaio - agosto 1992)
- Batman: Two-Face Strikes Twice (Due facce colpisce sempre due volte), nn. 1-2 (1993)
- Batman: The Ultimate Evil, nn. 1-2 (novembre - dicembre 1995) - adattamento del romanzo di Batman: The Ultimate Evil
- Batman: Man-Bat, nn. 1-3 (ottobre - dicembre 1995)
- Anarky vol. 1, nn. 1-4 (maggio 1997 - agosto 1997)
- Superman & Batman: World's Finest, nn. 1-10 (1999)
- Batman: Dark Victory (Vittoria oscura), nn. 1-13 (novembre 1999 - gennaio 2001)
- Batman/Lobo (2000)
- Batman/Huntress: Cry for Blood, nn. 1-6 (luglio - dicembre 2000)
- Batman: Outlaws, nn. 1-3 (settembre - novembre 2000)
- Batman: Orpheus Rising, nn. 1-5 (ottobre 2001 - febbraio 2002)
- Batman: The Dark Knight Strikes Again (Batman: Il cavaliere oscuro colpisce ancora), nn. 1-3 (novembre 2001 - luglio 2002)
- Batman: Turning Points (Punto di svolta), nn. 1-5 (gennaio - febbraio 2001)
- Batman Family vol. 2, nn. 1-8 (dicembre 2002)
- Batman-Superman-Wonder Woman: Trinity, nn. 1-3 (2003)
- Arkham Asylum: Living Hell, nn. 1-6 (2003)
- Batman: Tenses, nn. 1-2 (ottobre 2003 - 2004)
- Batman: City of Light, nn. 1-8 (dicembre 2003 - luglio 2004)
- Year One: Batman/Ra's - Ghul, nn. 1-2 (2005)
- Year One: Batman/Scarecrow, nn. 1-2 (2005)
- Batman/Catwoman: Trail of the Gun, nn. 1-2 (ottobre - novembre 2004)
- Batman: Death and the Maidens (La morte e la fanciulla)
- Batman: Jekyll and Hyde, nn. 1-6 (2005)
- Batman: Dark Detective, nn. 1-6 (2005)
- Batman: Gotham County Line, nn. 1-3 (2005)
- Batman: Journey into Knight, nn. 1-12 (2005 - 2006)
- Batman: Secrets, nn. 1-5 (maggio - agosto 2006)
- Batman and the Monster Men, nn. 1-6 (gennaio - luglio 2006)
- Batman: Year 100, nn. 1-4 (aprile - luglio 2006)
- Batman and the Mad Monk, nn. 1-6 (ottobre 2006 - marzo 2007)
- Batman/Lobo: Deadly Serious (ottobre - novembre 2007)
- Batman: Dead Mask, nn. 1-4 (luglio - settembre 2008) - manga
- Dark Knight III: The Master Race, nn.1-8, (25 novembre 2015 -in corso)

## Albi unici
- Batman: Dreadnaught (1983)
- Batman: Son of the Demon (Il figlio del demone) (1987)
- Batman: The Killing Joke (1988)
- Arkham Asylum: A Serious House on Serious Earth (Arkham Asylum: Una folle dimora in un folle mondo) (1989)
- Batman: Bride of the Demon (La sposa del demone) (1990)
- Batman: Digital Justice (1990)
- Batman: Full Circle (Il cerchio si chiude) (1991)
- Batman: Birth of the Demon (La nascita del demone) (1992)
- Batman: Fortunate Son (1992)
- Batman: Night Cries (1992)
- Batman/Green Arrow: The Poison Tomorrow (gennaio 1992)
- The Joker: Devil's Advocate (L'avvocato del diavolo) (dicembre 1995)
- Batman/Deadman: Death and Glory (1996)
- Batman/Demon (1996)
- Batman: Blackgate (gennaio 1997)
- Batman: Batgirl (maggio 1997)
- Batman: Bane (maggio 1997)
- Batman: Mr. Freeze (maggio 1997)
- Batman: Poison Ivy (maggio 1997)
- Batman: Riddler: Riddle Factory (1995)
- Batman: Two Face: Crime & Punishment (1995)
- Batman/Deadman: Death and Glory (1996)
- Batman/Phantom Stranger (dicembre 1997)
- Batman: The Abduction (1998)
- Batman: The Chalice (Il calice) (1998)
- Batman/Scarecrow 3-D (dicembre 1998)
- Batman: DOA (1999)
- Batman: Book of Shadows (luglio 1999)
- Batman: Harley Queen (ottobre 1999)
- Batman: War on Crime (novembre 1999)
- Batman/Demon: A Tragedy (2000)
- Batman: The Hill (maggio 2000)
- Batman: Dreamland (luglio 2000)
- Batman: EGO (agosto 2000)
- Batman: Child of Dreams (Il figlio dei sogni), nn. 1-2 (novembre 2000 e novembre 2001)
- Batman: Batman of Arkham (2001)
- Batman: Harvest Breed (2001)
- Batman/Scarface: A Psychodrama (marzo 2001)
- Batman/Nightwing: Bloodbourne (marzo 2002)
- Batman: The 10 Cent Adventure (marzo 2002)
- Batman/Joker: Switch (2003)
- Batman: Hong Kong (ottobre 2003)
- Batman: Absolution (dicembre 2003)
- Batman & Poison Ivy: Cast Shadows (2004)
- Batman: Room Full of Strangers (2004)
- Batman: The 12 Cent Adventure (ottobre 2004) - preludio a Batman: Giochi di guerra
- Batman: The Man Who Laughs (L'uomo che ride) (febbraio 2005)
- Batman/Scarecrow: Fear (dicembre 2006)
- Batman 80 Page Giant n.1 (febbraio 2010)

## Cross-over con altre case editrici
- Batman vs. The Incredible Hulk (settembre 1981, nel n. 27 di DC Special Series), ed. DC Comics con Marvel Comics
- Batman/Judge Dredd: Judgement on Gotham (1991)
- Batman/Grendel vol. 1, nn. 1-2 (1993), ed. DC Comics con Dark Horse Comics
- Batman vs. Predator, nn. 1-3 (1993), ed. DC Comics con Dark Horse Comics
- Batman/Judge Dredd: Vendetta in Gotham (gennaio 1993)
- Batman/Punisher: Lake of Fire (1994), ed. DC Comics con Marvel Comics
- Batman/Spawn: War Devil (1994), ed. DC Comics con Image Comics
- Spawn/Batman: Red Scare (1994), ed. DC Comics con Image Comics
- Punisher/Batman: Deadly Knights (ottobre 1994), com Marvel Comics
- Batman/Judge Dredd: The Ultimate Riddle (1995)
- Batman vs. Predator II: Bloodmatch, nn. 1-4 (1995), ed. DC Comics con Dark Horse Comics
- Legends of the Dark Claw (1996), Amalgam Comics
- Batman and Captain America (1996), ed. DC Comics con Marvel Comics
- Bruce Wayne: Agent of S.H.I.E.L.D. (aprile 1996), ed. Amalgam Comics
- Batman/Grendel vol. 2, nn. 1-2 (giugno - luglio 1996), ed. DC Comics con Dark Horse Comics
- Daredevil/Batman (1997), ed. DC Comics con Marvel Comics
- The Dark Claw Adventures (1997), ed. Amalgam Comics
- Batman/Aliens, nn. 1-2 (marzo - aprile 1997), ed. DC Comics con Dark Horse Comics
- Batman/Spider-Man (ottobre 1997), ed. DC Comics con Marvel Comics
- Batman vs. Predator III: Blood Ties, nn. 1-4 (novembre 1997 - febbraio 1998), ed. DC Comics con Dark Horse Comics
- Batman/Judge Dredd: Die Laughing, nn. 1-2 (dicembre 1998 - gennaio 1999)
- Batman/Hellboy/Starman, nn. 1-2 (gennaio - febbraio 1999), ed. DC Comics con Dark Horse Comics
- The Darkness/Batman (agosto 1999), ed. DC Comics con Image COmics
- Batman/Tarzan: Claws of the Cat-Woman, nn. 1-4 (settembre - dicembre 1999)
- Batman/Daredevil: King of New York (2001), ed. DC Comics con Marvel Comics
- Batman/Deathblow: After the Fire (Batman/Deathblow: Fuoco incrociato), nn. 1-3 (maggio - ottobre 2002), ed. DC Comics con WildStorm
- Batman/Aliens II, nn. 1-3 (gennaio - maggio 2003), ed. DC Comics con Dark Horse Comics
- Planetary/Batman: Night on Earth (agosto 2003), ed. DC Comics con Wildstorm
- The Batman/Judge Dredd Files (dicembre 2004)
- Batman/Danger Girl (febbraio 2005), ed. DC Comics con Wildstorm
- Batman/The Spirit (gennaio 2007)
- Superman & Batman vs. Aliens & Predator, nn. 1-2 (gennaio - febbraio 2007), ed. DC Comics con Dark Horse Comics

## Serie e albi legati alle serie animate
- The Batman Adventures vol. 1, nn. 1-36 (ottobre 1992 - ottobre 1995) e 2 speciali annuali (1994 e 1995) - legata a Batman: The Animated Series
- Batman Adventures: Mad Love (febbraio 1994)
- The Batman and Robin Adventures, nn. 1-25 (1995 - 1997) - legata a Batman: The Animated Series
- Batman and Superman Adventures: Worlds Finest (dicembre 1997)
- The Batman Adventures: The Lost Years, nn. 1-5 (1997 - 1998)
- Batman: Gotham Adventures, nn.1-60 (1998 - 2003)
- Batman Beyond, nn. 1-6 (marzo - agosto 1999) - legata a Batman of the Future
- Batman Beyond, nn. 1-24 (novembre 1999 - ottobre 2001)
- Batman Beyond: Return of the Joker (febbraio 2001) - adattamento dell'omonimo film animato
- The Batman Adventures vol. 2, nn. 1-17 (giugno 2003 - ottobre 2004)
- The Batman Strikes!, nn. 1-41 (novembre 2004 - marzo 2008)
- Justice League Unlimited, nn. 1-12 (2002 - 2008) - legato alla serie Justice League Unlimited

## Ristampe
Molti degli albi, o degli archi narrativi presenti sulle serie regolari, sono stati in seguito ristampati e raccolti in volumi paperback o cartonati.
Tra le collane dedicate alle ristampe vi sono:
- Neal Adams Illustrated, nn. 1-3 - contenenti le storie realizzate da Neal Adams
- Absolute Edition, nn 1-3 - contenenti Hush, Dark Knight Returns e Dark Knight Strikes Again, The Long Halloween
- Greatest Ever Told series
- Archive Editions - contenenti le storie apparse su Detective Comics, Batman e World's Finest
- Showcase Presents
- Decade Editions, nn. 1-4 - contenenti le migliori storie per ogni decade
- Batman Chronicles, nn. 1-8
- Animated Batman collections

## Libri

### Raccolte di storie brevi
- Martin H. Greenberg (a cura di), The Further Adventures of Batman. Bantam Books, 1º luglio 1989. ISBN 0-553-28270-0
- Martin H. Greenberg (a cura di), The Further Adventures of Joker. Bantam Books, 1990, pp. 475. ISBN 0-553-40246-3
- Martin H. Greenberg (a cura di), The Further Adventures of Batman, Vol. 2: Featuring the Penguin. Bantham Books, 1º giugno 1992. ISBN 0-553-56012-3
- Martin H. Greenberg (a cura di), The Further Adventures of Batman, Vol. 3: Featuring Catwoman. Bantam Books, 1º febbraio 1993. ISBN 0-553-56069-7
- Doug Moench, The Forensic Files of Batman. Ibooks, giugno 2004, pp. 352. ISBN 1-59687-115-6

### Romanzi originali
- Joe R. Lansdale, Batman: Captured by the Engines (La lunga strada della vendetta). Warner Books, giugno 1991. ISBN 0-446-36042-2
- Joe R. Lansdale, Batman: Terror on the High Skies. Little Brown & Co, novembre 1992, pp. 66. ISBN 0-316-17765-2 - storia per ragazzi illustrata da Edward Hannigan e Dick Giordano
- Andrew Vachss, Batman: The Ultimate Evil. Warner Books, novembre 2005. ISBN 978-0-446-51912-0
- John Shilrey, Batman: Dead White. Del Rey Books, 25 luglio 2006, pp. 320. ISBN 0-345-47944-0
- Alex Irvine, Batman: Inferno. Del Rey Books, 31 ottobre 2006, pp. 320. ISBN 0-345-47945-9
- Michael Reaves, Batman: Fear Itself. Del Rey Books, 27 febbraio 2007, pp. 320. ISBN 0-345-47943-2
- Duane Swierczynski, Murder at Wayne Manor: An Interactive Batman Mystery. Quirk, 14 luglio 2008, pp. 72. ISBN 1-59474-237-5

### Adattamenti di archi narrativi
- Dennis O'Neil, Batman: Knightfall. Bantam Books, 1994. ISBN 0-553-57260-1 - adattamento della storyline Batman: Knightfall
- Greg Rucka, Batman: No Man's Land. Pocket Star, 2001, pp. 480. ISBN 0-671-03828-1 - adattamento della storyline Batman: Terra di nessuno

### Adattamenti dei film
- Craig Shaw Gardner, Sam Hamm e Warren Skaaren, Batman: The Novelization. Grand Central Publishing, 1989, pp. 224. ISBN 0-446-35487-2 - adattamento del film Batman
- Craig Shaw Gardner, Sam Hamm e Daniel Waters, Batman Returns: The Novelization. Grand Central Publishing, 1992. ISBN 0-446-36303-0 - adattamento del film Batman Returns
- Andrew Helfer, Batman: Mask of the Phantasm - The Animated Movie, A Novelization. Skylark, 1º dicembre 1993. ISBN 0-553-48174-6 - adattamento del film d'animazione Batman: La maschera del Fantasma
- Peter David, Janet Scott Batchler, Lee Batchler e Akiva Goldsman, Batman Forever: The Novelization. Warner Books, giugno 1995, pp. 256. ISBN 0-446-60217-5 - adattamento del film Batman Forever
- Michael Jan Friedman, Batman & Robin: The Novelization, Aspect, 1º giugno 1997, pp. 219. ISBN 0-446-60458-5 - adattamento del film Batman & Robin
- Dennis O'Neil, Batman Begins. Del Rey Books, 2008, pp. 320. ISBN 0-345-47946-7 - adattamento del film Batman Begins
- Louise Simonson, Batman: Gotham Knight. Ace Books, 27 maggio 2008, pp. 288. ISBN 0-441-01613-8 - adattamento del film d'animazione Batman - Il cavaliere di Gotham
- Dennis O'Neil, The Dark Knight. Berkley, 18 luglio 2008, pp. 304. ISBN ISBN 0-425-22286-1 - adattamento del film Il cavaliere oscuro

### Saggi o altro
- Scott Beatty, Batman: The Ultimate Guide to the Dark Knight. DK Children, 28 febbraio 2005, pp. 144. ISBN 0-7566-1121-0
- Robert Greenberger, The Essential Batman Encyclopedia, Del Rey Books, 10 giugno 2008, pp. 400. ISBN 0-345-50106-3
- Mark D. White, Robert Arp e William Irwin, Batman and Philosophy: The Dark Knight of the Soul. Wiley, 23 giugno 2008, pp. 304. ISBN 0-470-27030-6